# Mimostenellipsis albertisi
Mimostenellipsis albertisi är en skalbaggsart som beskrevs av Stefan von Breuning 1956. Mimostenellipsis albertisi ingår i släktet Mimostenellipsis och familjen långhorningar. Inga underarter finns listade i Catalogue of Life.